# Пакс Христи
Пакс Христи (на английски: Pax Christi) e международна миротворческа организация на Католическата църква. Създадена във Франция през 1945 г. от Марта Дортел-Клодо и епископ Пиер-Мари Теас. През август 1945 г. Марта Дортел-Клодо изнася реч за новото движение по време на Седмицата на социологията (фр.„Semaines Sociales“) в Тулуза). В периода от 19 до 22 юли 1946 г. е организирана „Кръстоносен поход на молитва за мир“ във Везле (Централна Франция) от бенедиктинци от абатството.
- Последователи на миротворческото движение
- Символ на организацията
- Сграда на организацията в Крефелд